# Hallgass Jenő Zoltán
Hallgass Jenő Zoltán (Baja, 1912. március 31. – Róma, 1981. február) szobrász.

## Élete
Kisiparos családban, tizenötödik gyermekként született.
Telcs Edénél, majd az Iparművészeti Főiskolán Simay Imre és Ohmann Béla alatt tanult. 1935-ben Ausztriába és Németországba ment tanulmányútra. Ezt követően 1938-1940 között a firenzei Accademia di Belle Arti növendéke, majd Münchenben dolgozott. 1940-1941-ben a budapesti Képzőművészeti Főiskolán tanult, Kisfaludi Strobl Zsigmond tanítványa volt. 1942-1943-ban ösztöndíjat kapott Rómába és az Accademia di Belle Artin szerzett diplomát. 1943-ban megnősült és Rómában telepedtek le. 1947-ben Antonio Caggiano bíboros meghívására olasz feleségével Argentínába települtek át. Mendoza város egyeteméhez tartozó kerámiai iskolájának vezetője, majd Buenos Airesban a Közmunkaügyi Minisztérium Nemzeti Műemlék Osztályának osztályigazgatója volt. Később az argentin szépművészeti és kulturális bizottság igazgatója. 1965-ben betegsége miatt visszaköltözött Olaszországba.
A plasztikák mellett az 1940-es évek végétől domborműveket, majd kerámia- és zománccsempe-reliefeket, később pedig plaketteket, érmeket is készített.

## Művei
1974-ben az argentin követség kulturális szalonja gyűjteményes kiállítást rendezett műveiből. 1976-ban Milánóban állították ki domborműveit és grafikáit. 1978-ban Budapesten rendeztek kiállítást, melynek anyagát szülővárosának ajándékozta.
- 1946 Anyaság
- 1953 Parasztasszony
- 1961 Keresztelő Szent János
- 1972 Opus (kerámiakompozíció)
- 1973 Pygmalion (rajzsorozat)